# Turrúcares
Turrúcares es el undécimo distrito del cantón de Alajuela, en la provincia de Alajuela, de Costa Rica.

## Ubicación
Turrúcares se encuentra a 20 km al oeste de la ciudad de Alajuela.

## Geografía
Turrúcares cuenta con un área de 35,89 km² y una altitud media de 638 m s. n. m.

## Demografía
Para el año 2022, Turrúcares cuenta con una población estimada de 9576 habitantes, y para el último censo efectuado, en 2011, Turrúcares contaba con una población de 7630 habitantes.

## Localidades
- Barrios: Bajo Pita, Granja, Morera, San Martín, Santa Rita, Turrucareña, Villacares.
- Poblados: Bajo San Miguel, Candelaria, Carrera Buena, Cebadilla, Cerrillos (San Miguel), Conejo, Juntas, Siquiares, Tamarindo.

## Transporte

### Carreteras
Al distrito lo atraviesan las siguientes rutas nacionales de carretera:
- Ruta nacional 27
- Ruta nacional 136
- Ruta nacional 721